# Тарпея (кратер)

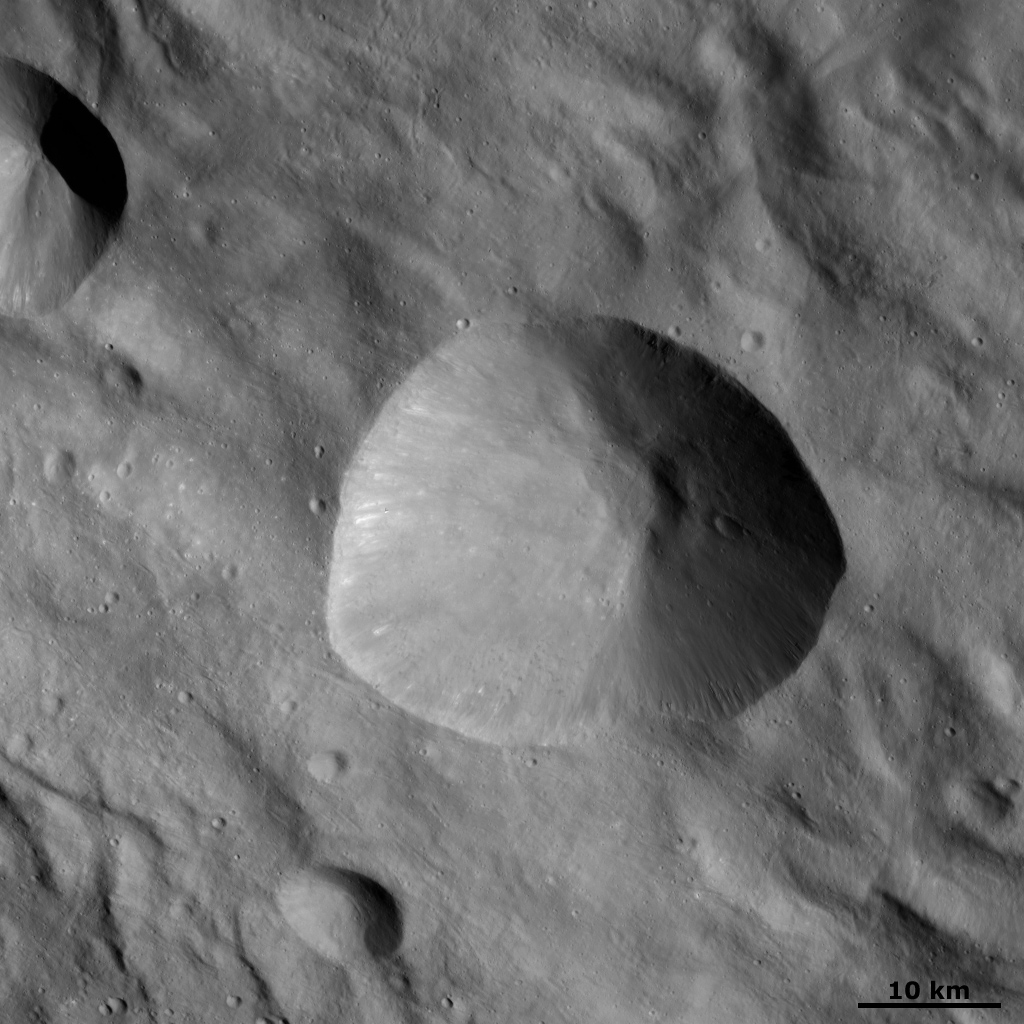
Знімок кратера Тарпея на Весті, зроблений Dawn на висоті 700 км.

Тарпея — кратер на астероїді 4 Веста, розташований на 69,5° південної широти і 29° східної довготи на нерівній ділянці в південній півсфері астероїда.
Кратер має діаметр 41 км, неправильну форму і гострий свіжий обідок. В ньому міститься багато маленьких кратерів діаметром менше кілометра, а на його крутих схилах видно шари світлих мінералів.
Кратер був названий на честь Тарпеї, напівміфічної римської весталки, 27 грудня 2011 року.